# Prenume slave
     Slavi apuseni
      Slavi răsăriteni
     Slavi sudici

Țări cu o majoritate etnică slavă și cel puțin o limbă slavă națională
Slavi apuseni
Slavi răsăriteni
Slavi sudici

Prenumele slave își au originea în limbile slave și sunt foarte populare la popoarele slave în țări precum Belarus, Bosnia și Herțegovina, Bulgaria, Croația, Cehia, Polonia, Rusia, Serbia, Slovacia, Slovenia, Ucraina și altele.

## Istoria numelor slave
În tradițiile precreștine, un copil mai mic de 7 ani purta un „nume de substituție” (de exemplu Niemój și Nielub  care înseamnă „nu este al meu”, respectiv „nu este iubit”), al cărui scop era de a diminua importanța aparentă a copilului și de a-l apăra de forțele malefice. Un copil care supraviețuia vârstei de 7-10 ani devenea demn de a se ocupa cineva de el și primea statutul de adult și un nou nume, de adult, în cursul ritualului primei tăieri a părului.
Prenumele slave erau dominante până la Conciliul de la Trento (1545-63) când Biserica Catolică a decis că fiecare creștin trebuia să aiba un prenume de botez în locul prenumelui autohton. În Polonia, nobilimea, în special protestantă, a încercat să păstreze prenumele tradiționale, precum Zbigniew și Jarosław, însă oamenii din popor alegeau doar prenume din calendarul creștin care conținea puține nume de sfinți cu origine slavă: Kazimierz (Sfântul Cazimir), Stanisław (Sfântul Stanislav), Wacław (Sfântul Venceslav) și Władysław (Sfântul Ladislav). Numele care faceau referire la Dumnezeu (de exemplu Bogdan, Bogumił) erau, de asemenea, permise.
Această situație a durat până în secolele XIX și XX când, datorită renașterii naționale, prenumele tradiționale au câștigat în popularitate, în special numele de șefi și eroi istorici. Astfel, au fost utilizate prenume uitate precum Bronisław, Bolesław, Dobiesław, Dobrosław, Jarosław, Mirosław, Przemysław, Radosław, Sławomir, Wiesław, Zdzisław, Zbigniew și prenume noi au fost create, ca de exemplu Lechosław, Wieńczysław. În zilele noastre prenumele slave tradiționale sunt acceptate de biserică și sunt date la botezul copilului.

## Sensul unor prenume slave

### Nume scurte
| Nume feminine: - Vera (credința), - Nadia/Nadejada (speranța), - Vesela (fericit), - Duša (sufletul), - Zlata (aur), - Zora (zori), - Sveta (lumină, puternic, sfântă), - Mila (dragoste), - Dobra (bun, de calitate), - Liuba (dragoste), - Kveta, Cveta (flori), - Vesna (primăvara), - Slava (faimă, glorie), - Mira (pace), - Sobena (ea), - Rada (fericit), - Brana (a proteja, a apăra), - Živa, Żywia (vie), - Miluša (dragă), - Snežana (zapadă), - Jasna (evident), - Jagoda (bacă), - Kalina… (călin) | Numele masculine: - Slava, Slavko (faimă, glorie), - Lech (leh, polonez), - Vlad (stăpână, stăpân), - Ognjen (foc), - Dušan (sufletul), - Vuk (lup), - Radost (fericire), - Miłosz (dragoste), - Borya (război, luptă), - Zdravko (sănătate), - Dragan (pretioase), - Gniew, Gniewko (mania), - Darko (cadou), - Nemanja (fara detinerea), - Nebojša (teama), - Goran, (muntean), - Lasota (pădurar), - Mladen (tineri), - Nayden (descoperite), - Plamen (foc), - Yasen (cenusa copac)… |

### Nume lungi
NOTA ca feminina echivalenti de obicei sfarsitul in "a". Exemple: Bogusław - Bogusława.
| Aplice                   | Sensul                               | Exemple                                                   |
| ------------------------ | ------------------------------------ | --------------------------------------------------------- |
| bog, boh                 | Dumnezeu, soartă, bogat, noroc       | Bogna, Bogdan, Bohumil, Bogusław                          |
| bor                      | război, luptă                        | Boris, Velibor, Ratibor, Sambor                           |
| bron, bran               | a proteja, a apăra                   | Bronisław, Branimir, Barnim                               |
| ciech, tech, tješ        | fericire, bucurie                    | Wojciech, Sieciech, Božetech, Tješimir                    |
| cze, cti, ča, če         | onoare                               | Czesław, Ctibor                                           |
| dan, dar                 | cadou, primesc                       | Božidar, Damir, Slobodan                                  |
| dobro                    | bun, de calitate                     | Dobrogost, Dobroslav, Dobrawa                             |
| dom                      | casă                                 | Domasław, Domoľub, Domamir                                |
| drag, droh, droh         | drag, prețios, iubit                 | Predrag, Dragomir, Dragutin, Dragan, Dragoslav, Drogomysł |
| gnev, hnev, gniew        | mâniat, supărat                      | Zbigniew, Gniewomir, Spytihněv                            |
| gost                     | oaspete, invitat, musafir, vizitator | Radogost, Dobrogost, Gostomysl                            |
| jar                      | puternic, sever, feroce              | Jaromir, Jaroslav, Jaropolk, Jarmila                      |
| lub,ljub, l'ub           | dragoste, favoare                    | Ljubomir, Luboš, Ljubow, Slawoljub                        |
| lud, ljud                | oameni                               | Ludmila, Ludomir                                          |
| mil, mił                 | dragoste, favoare                    | Milena, Milan, Miloš, Ludmila, Jarmila                    |
| mir, měr, mierz          | pace, lume, prestigiu                | Vladimir, Jaromir, Sławomir, Ljubomir, Casimir, Miroslav  |
| mysl, mysł               | cred că                              | Premysl, Gostomysl, Przemysław                            |
| polk, pluk, pełk         | regiment                             | Svätopluk, Jaropolk, Jaropełk                             |
| rad                      | fericit, grijă                       | Radomir, Radosław, Radmila, Milorad                       |
| slav, sław               | faimă, glorie                        | Stanisław, Bronisław, Vladislav, Rostislav, Zdeslav       |
| svjat, svet, svät        | lumină, puternic, sfânt              | Svätopluk, Swetlana                                       |
| vjače, wence, vac, więce | mare, mai mult                       | Václav, Vjačeslav, Wiesław                                |
| vlad, volod, wład, lad   | stăpână, stăpân                      | Vladimir, Vladislav, Wsewolod                             |
| voj, woj                 | război, luptă                        | Wojciech, Vojislav                                        |

## Exemple in România
- Bogdan, Casimir, Dragomir, Dragutin, Mircea, Miruna, Radu, Rodica, Veaceslav, Vlad...